# X Games de Invierno Aspen 2017
La XXI edición de los X Games de Invierno se celebró en Aspen (Estados Unidos) entre el 26 y el 29 de enero de 2017 bajo la organización de la empresa de televisión ESPN.
Se disputaron pruebas de esquí acrobático y snowboard.

## Medallistas de esquí acrobático

### Masculino
| Evento     | Oro                         | Plata                         | Bronce                          |
| ---------- | --------------------------- | ----------------------------- | ------------------------------- |
| Big air    | James Woods Reino Unido     | Henrik Harlaut · Suecia       | Kai Mahler · Suiza              |
| Slopestyle | Øystein Bråten · Noruega    | McRae Williams Estados Unidos | Alex Beaulieu-Marchand · Canadá |
| Superpipe  | Aaron Blunck Estados Unidos | Miguel Porteous Nueva Zelanda | Noah Bowman · Canadá            |

### Femenino
| Evento     | Oro                        | Plata                 | Bronce                         |
| ---------- | -------------------------- | --------------------- | ------------------------------ |
| Big air    | Lisa Zimmermann · Alemania | Kelly Sildaru Estonia | Giulia Tanno · Suiza           |
| Slopestyle | Kelly Sildaru Estonia      | Tess Ledeux Francia   | Johanne Killi · Noruega        |
| Superpipe  | Marie Martinod Francia     | Ayana Onozuka Japón   | Maddison Bowman Estados Unidos |

## Medallistas de snowboard

### Masculino
| Evento     | Oro                        | Plata                         | Bronce                     |
| ---------- | -------------------------- | ----------------------------- | -------------------------- |
| Big air    | Maxence Parrot · Canadá    | Marcus Kleveland · Noruega    | Mark McMorris · Canadá     |
| Slopestyle | Marcus Kleveland · Noruega | Tyler Nicholson · Canadá      | Mark McMorris · Canadá     |
| Superpipe  | Scott James Australia      | Matthew Ladley Estados Unidos | Taylor Gold Estados Unidos |

### Femenino
| Evento     | Oro                            | Plata                         | Bronce                      |
| ---------- | ------------------------------ | ----------------------------- | --------------------------- |
| Big air    | Hailey Langland Estados Unidos | Anna Gasser · Austria         | Julia Marino Estados Unidos |
| Slopestyle | Julia Marino Estados Unidos    | Jamie Anderson Estados Unidos | Katie Ormerod Reino Unido   |
| Superpipe  | Elena Hight Estados Unidos     | Cai Xuetong China             | Chloe Kim Estados Unidos    |